# 廣澤沙綾
廣澤沙綾（ひろさわ さあや、1984年10月13日 - ）とは、プロ水上スキーヤーである。東京都出身。

## 略歴
学習院大学在学時の2003年から水上スキーを始める。
ジャンプ種目でのアジア記録保持者であり、2008アジア・オセアニアチャンピオンである。
2013年、アジア人初の50m以上のジャンプに成功。
2005年から2017年現在まで、全日本選手権連勝中。